# Berente
Berente je velká vesnice v Maďarsku v župě Borsod-Abaúj-Zemplén, spadající pod okres Kazincbarcika. Jedná se o převážně průmyslovou vesnici, bezprostředně sousedící s městy Kazincbarcika a Sajószentpéter, silničně též sousedí s obcí Múcsony. V roce 2015 zde žilo 1 211 obyvatel. Dle údajů z roku 2001 zde byli 97,2 % Maďaři a 4,8 % Romové.